# Siniestro Total
Este artículo se refiere al grupo de música punk-rock. Para el concepto jurídico, véase Siniestro total.
Siniestro Total (alguna vez en sus orígenes, conocido como Mari Cruz Soriano y los Que Afinan Su Piano) es un grupo gallego de música punk-rock formado en Vigo (España) en 1981 por Miguel Costas, Julián Hernández, Alberto Torrado  y Germán Coppini aunque, tras pasar por diversas formaciones, en el momento de su último concierto en 2022 estaba formado por Julián Hernández,  Javier Soto, Oscar Avendaño, Andrés Cunha y Jorge Beltrán. En 2024 anuncian que están trabajando en un documental sobre la banda, que llevará por título " El balance de los daños".

## Historia

### El Colegio Alemán
Alberto Torrado y Julián Hernández se conocen desde los cuatro años. Fueron juntos al Colegio Alemán. La afición de ambos por la música comienza a través de familiares: el primo de Julián, Luis, tiene discos de Cream, The Rolling Stones y de blues, y el hermano mayor de Alberto posee algunos vinilos de The Beatles y de The Shadows, además de un bajo eléctrico. En el colegio los dos se hacen más amigos debido a su gusto común por la música, de momento por artistas como Andrés Do Barro por parte de Julián, y a los diez o los doce años comienzan a escuchar grupos glam como Slade y T. Rex, y música chicle como la de Suzi Quatro o Redbone.
Cuando Julián tiene alrededor de doce años y su hermana menor, Eva, ocho, a esta última le regalan una guitarra NHJ con cuerdas de alambre muy separadas del mástil, casi de juguete, que Julián comienza a tocar empleando una pipa de girasol, a falta de púa; mientras, Alberto empieza también a interesarse por tocar música, gracias al bajo eléctrico de su hermano. Juntos van comprándose para poder tocar algunos libros de acordes de The Beatles o The Rolling Stones.
Más tarde, a los trece años, Julián y Alberto comienzan a interesarse por grupos más progresivos, como Pink Floyd, Soft Machine, Jethro Tull y Frank Zappa, y, cuando los obligan a entrar en el equipo de balonmano del colegio, se pasan las horas en la banda, hablando de música. Junto con algunos amigos más que comparten su afición se van juntando por las tardes, después del colegio, cada vez en casa de uno, para escuchar sus discos.

### El Instituto del Calvario
A los catorce años Julián y Alberto terminan sus estudios en el Colegio Alemán, pero tienen que convalidarlos en un instituto reconocido, y el que resulta más cercano para el primero es el Instituto del Calvario, donde su madre da clases de dibujo; Alberto, por su parte, se va a otro distinto, aunque no por ello dejan de verse, ya que de vez en cuando quedan para tocar e intentar sacar algo coherente con dos guitarras españolas.
El 20 de noviembre de 1975 muere Francisco Franco, por lo que se decretan vacaciones por luto nacional, y Julián vuelve a su casa antes de lo normal. Al llegar lo llama Alberto, que le dice que vaya a su casa para enseñarle algo, así que Julián en cuanto termina de comer corre para ver qué es. Se trata de una guitarra eléctrica Ibanez negra imitación Les Paul que le ha regalado su madre, viendo que a su hijo le gustaba la música, y un amplificador antiguo de válvulas Jomadi que le ha prestado su hermano para poder tocar, lo cual entusiasma a Julián.
Al poco tiempo de entrar en el instituto Julián empieza a asistir a clases en el conservatorio, con lo que sus conocimientos sobre música van mejorando, y ya puede tocar algunas cosas con Alberto, como una versión de doce minutos con muchos adornos de una canción de Genesis, y algo de Pink Floyd. Alberto comienza a refinar sus gustos musicales, pasándose definitivamente al rock sinfónico y progresivo y al folk rock americano y olvidando a grupos como Slade. Además comienzan a componer algunos temas instrumentales (ya que ninguno de los dos se atreve a cantar) basándose en los acordes que el hermano de Alberto le pasa a él y este a su vez a Julián.
En la clase de Julián en el instituto está Tochi, hermano de Javier Soto aficionado al country, algo que lo hace bastante raro; pero al menos le gusta la música, lo que hace que comiencen a hablar con frecuencia y Julián acabe por conocer al hermano de Tochi, Javier, un año menor que él. Javier es muy amigo de Miguel Costas, con el que compra asiduamente la revista Disco Express, prácticamente única fuente de información musical a la que tienen acceso por aquel entonces, y cuyos artículos Miguel suele aprenderse de memoria. Finalmente Julián les presenta a Javier y Miguel a Alberto, que es el más virtuoso de todos ellos.
En esta época abren en Vigo una tienda de discos llamada Elepé, que en la actualidad aún existe, y en la que por comprar un disco te regalan bonos; y sumando bonos puedes conseguir discos nuevos. Existen entonces dos series de blues a precios muy bajos, El Camino del Blues y La Casa del Blues, que comienzan a comprar para después, con los bonos que ganan, conseguir los discos más caros. De este modo descubren a gente como Junior Wells, Professor Longhair o Luther Johnson, y empiezan a acercarse al blues, cosa que Julián ha empezado a hacer a través de su primo Luis, ya que es en principio más fácil de tocar que el rock progresivo. Este tiene entonces dos guitarras: la del conservatorio y una acústica Eko a la que le ha puesto una pastilla para poder enchufarla al amplificador o, en este caso, a un tocadiscos.
Javier vive en una casa en la Travesía de Vigo, y en ella sus padres les dejan tocar, lo cual les viene muy bien a todos, ya que Julián, por ejemplo, vive en un piso. Entre todos compran un amplificador Talmus, y conectan todas las guitarras a una sola entrada, lo cual es al menos una mejora respecto de conectarlas a un tocadiscos. De este modo comienzan a ensayar más en serio, como un grupo.
Gracias a los conocimientos de Miguel extraídos de Disco Express se enteran de que Jethro Tull, antes de triunfar con ese nombre, se lo cambiaban cada domingo; así que deciden no ensayar ese día y dedicarlo a pensar un nombre para el grupo. Finalmente llegan a la conclusión de que tiene que ser el nombre que sea más «Blues Band» al final, llegando a llamarse de formas como «Mi carro no me lo robaron que lo presté Blues Band». Dentro del repertorio de la banda se encuentran temas originales medio improvisados como Hace calor, Tu abuela siempre saca el brazo por la ventanilla, Una gota en el cogote y el instrumental Vigo, Tennessee.
A estas alturas no hay un concepto de punk en la actividad de la banda: se trata simplemente de una típica gamberrada de unos chavales de instituto con zapatillas y vaqueros, hasta que van todos a un concierto de Cucharada en el que presentan un espectáculo titulado Irrevocablemente inadaptados que cambia su forma de ver la música. Se lleva a cabo en el salón de actos de la Iglesia de los Capuchinos, y en ella el bajista, Manolo Tena, sale a escena vestido de monja, y en un momento dado sale un espectador de entre el público y le pega un tiro al cantante, vestido de Tío Sam. Esto hace que el grupo comience a querer ser como ellos y que compren los disfraces que usan, se sepan e intenten tocar todas sus canciones, etc.
Ya en 1976, a los dieciséis años, Julián comienza a interesarse por otras músicas más desconocidas, como Can, o complicadas, como John Cage, Pierre Boulez, Stravinski o Varèse, cosa que Javier y Miguel desprecian. Todo esto le lleva a conocer al compositor Enrique Macías, que le presenta a los miembros del Grupo de Comunicación Poética Rompente, formado por Manolo Romón, Antón Reixa y Alberto Avendaño. Junto con otros grupos artísticos (músicos, pintores, etc.) organizan actuaciones en las que, con collages musicales creados por Julián y Enrique de fondo, Rompente recita poesía algo subversiva, con los escenarios pintados por Antón Patiño y Menchu Lamas.
En un cine club de Vigo donde ponen películas en versión original subtitulada se conocen la parte «cafre» de las amistades de Julián (Miguel y Javier) y la parte intelectual, encabezada por Antón Reixa, y ambas se miran con recelo, pues ni a Miguel y Javier les agrada la intelectualidad ni a los otros les parecen ellos gente de confianza, aunque con el tiempo acaban por hacerse muy amigos.

### El Conservatorio de Madrid
En 1977 Julián acaba el bachillerato, con lo que va a hacer la selectividad a Santiago de Compostela, y se da cuenta de que no quiere hacer la carrera en esa universidad. Así pues, en vez de continuar con sus estudios en Galicia se marcha a Madrid para hacer la carrera de filología y seguir sus estudios de conservatorio allí. Ayudado por su primo Luis se instala en el Colegio Mayor San Juan Evangelista, el más barato de la zona, y comienza su vida en la capital.
En la universidad conoce a Sebas, bajista de Polanski y el Ardor, y a Gerardo Auger, hijo del juez Clemente Auger, y se hace amigo de ellos, aunque de todos modos aborrece la facultad. En verano Gerardo dice que abandona sus estudios, y esto hace que Julián, viendo que sus amigos se están marchando, los deje también, aunque promete a sus padres continuar en serio con la música para poder hacerse profesor de instituto en un futuro.
Mientras estudia en el conservatorio Julián mantiene sus amistades de la facultad, y a través de su prima Loló conoce a un compañero suyo de colegio, Pepo Fuentes, más metido en el mundo de la música. Además, cada vez que tiene vacaciones regresa a Vigo, donde vuelve a tocar con la banda. En el verano de 1979 hacen un cartel fotocopiado en el que aparecen unos negros y se hacen llamar «El Sexteto del Blues», y tienen una única actuación organizada por Juventudes Musicales en el Ayuntamiento de Vigo el 26 de agosto de ese mismo año, en la que tocan clásicos de Muddy Waters o Chuck Berry. En este grupo Julián canta y toca el piano, cosas que no sabe hacer en absoluto.
Los miembros del Grupo Rompente ven el Sexteto del Blues y se animan a meter algún instrumento en directo en sus actuaciones: una guitarra (Julián), un clarinete (Moncho Alpuente), un acordeón..., y se presentan en el Satchmo de Vigo con nombres como «Banana Coat» o «Bebra Brothers» (nombre sacado de los enanos de El tambor de hojalata).
En este año Julián, mientras está estudiando en Madrid, suele pasarse por el Rastro, para comprar alguna que otra cosa. En una ocasión compra el primer álbum de The Ramones en cinta, y cuando vuelve a Vigo y Miguel lo escucha, este último queda fascinado por ellos, y finalmente, cuando The Ramones actúan en Vistalegre, van todos (Julián, Miguel, Javier y otro amigo, Barros) a verlos, lo cual les demuestra que no hace falta ser un virtuoso en música para poder montar un grupo y salir a escena.
En las navidades de 1980 comienzan a ir a un bar llamado «O Cerne da Devoura» (en traducción libre algo así como «El Ojo del Huracán») en el que su dueño, Modesto Román, pone música más moderna que la que se pone en el resto de bares de la zona, como The Specials o The Clash. En una ocasión Modesto les dice que por allí suele ir un tipo con pintas como las de ellos y de los discos que les gustan, y que por lo visto canta en un grupo llamado «Coco y los del 1500», lo cual les extraña, ya que en Vigo no hay nadie así. Un día, finalmente, lo conocen: se llama Germán Coppini y es algo más joven que ellos (dos años menor que Julián, concretamente).
De entrada no se hacen muy amigos de Germán, sino que siguen con su grupo, con el que por ejemplo cantan poemas de Rosalía de Castro con música punk, y viendo como en Vigo van apareciendo nuevas bandas de música. Es entonces cuando Julián conoce a Loquillo, que acaba de sacar su primer disco y está haciendo la mili allí, y ambos se hacen buenos amigos. Todo esto les sirve de aliciente para formar un grupo en serio.

### El Renault 12 familiar
Tan pronto como Julián vuelve a Madrid, Javier entra a hacer la mili. Unos meses después, en verano de 1982, este último vuelve a Vigo de permiso, y para celebrarlo Julián coge prestado el coche de sus padres, un Renault 12 familiar, el 20 de agosto, para ir todos al puerto a beber. Cuando salen del puerto para ir a tomarse la última copa a un chiringuito de la playa de Samil que abre toda la noche, yendo por la Avenida de Beiramar, debido a la espesa niebla formada por varios días de calor intenso, Julián no ve una valla amarilla que hay en medio de la calle hasta que no la tienen delante; al verla pega un frenazo, pero con la arena de las obras y la humedad de la niebla el coche patina y choca contra la valla y una enorme roca que hay tras ella, despertando a todos los vecinos del barrio de Bouzas. Debido al accidente son todos rápidamente trasladados al Hospital Xeral de Vigo, donde son atendidos por el personal de urgencias que está de guardia esa noche.
En el coche en un principio tendría que haber ido Antón Reixa, pero al final no los acompaña, ya que se encuentra con su exmujer y se va con ella. Los que al final sufren el accidente son Julián, José Manuel Barros, Miguel, Javier, Alberto y Manolo Romón, al que le tienen que quitar el bazo nada más entrar en el hospital por una hemorragia interna. Aunque a Alberto y José Manuel casi no les pasa nada, Miguel se rompe un trozo de clavícula, Javier se da un golpe en la nariz y Julián se da un golpe con el volante, y se hace algunas brechas.
Una vez que se ha recuperado de su convalecencia, Javier vuelve a la mili, Manolo se dedica exclusivamente a la poesía y José Manuel, por su parte, deja totalmente el mundo artístico y se centra en la psicología. Julián, Alberto y Miguel, sin embargo, siguen con la música.
El primero de los tres consigue como regalos de fin de curso un sintetizador MS-20 y un magnetófono Teac de cuatro pistas; y, durante su convalecencia, y haciendo la percusión con el sintetizador, comienzan a grabar algunas cosas con el Teac. Entre lo que graban se encuentran versiones del Gruppo Sportivo, como una adaptación de la canción I’m a rocket bajo el título Las tetas de mi novia y una canción original basada en Down in the tube station at midnight, de The Jam, que les suena a una frase que tienen entre ellos, «Matar jipis en las Cíes», así que este es el título que le ponen. Aquí Miguel está escayolado, por lo que no puede tocar la guitarra, así que canta; Alberto toca en una pista el bajo y en otra la guitarra, y Julián, el sintetizador como percusión.
Finalmente, termina su convalecencia y pueden salir a la calle. Junto a aquellas dos canciones meten en un mismo casete un tema mucho más serio grabado por Germán, con el que en estos días tienen mucha más relación. Buscando un nombre con el que firmar estas grabaciones, estando en un bar con un amigo de Germán, aparece en la televisión Mari Cruz Soriano, y él exclama: «¡Pues ya está: Mari Cruz Soriano y los Que Afinan su Piano!» De modo que cogen este nombre y hacen copias de la cinta, que reparten por los bares de la zona para que la pongan, y la envían también a los amigos que tienen fuera: a Zaragoza, a Kike Turmix en Bilbao, etc.
Cuando Julián les cuenta a los demás el balance de los daños que la compañía aseguradora había hecho en vista de los destrozos del vehículo, calificándolo como «siniestro total», Miguel simplemente comenta: «Joder, es un buen nombre para un grupo.»

### El Colegio Salesianos de Vigo
Con el inicio del nuevo curso, Julián vuelve a la capital, pero mientras tanto en Vigo Antón Reixa y el cantautor Bibiano están empezando a organizar un festival, y le dicen a Miguel que él y el grupo actúen en él. Miguel llama a Julián a Madrid, y este le responde que lo que tienen grabado es material de estudio, que no puede ser reproducido en directo. Cuando Miguel le cuenta esto a Reixa él dice que les presta una batería que le regalaron de pequeño y les deja el garaje de su padre para ensayar. Así pues, quedan con Julián en que regresará a Vigo unos días antes del concierto, a mediados de diciembre, y se pondrán a ensayar.
En principio ya pueden actuar en el festival, pero aún les falta un cantante, ya que a Miguel le da vergüenza cantar en directo; pero no les cuesta mucho conseguir a alguien que lo haga en su lugar, ya que no tienen más que llamar a Germán. También necesitan a alguien que toque la batería de Reixa, y de esto acaba por ocuparse Julián, que de todos modos no ha tocado una batería en su vida, y no tiene ni idea de cómo hacerlo.
También tienen un problema con el repertorio, ya que tan solo cuentan con tres canciones: Las tetas de mi novia, Matar jipis en las Cíes y el tema compuesto por Germán. Así que, Miguel en Vigo a un lado del teléfono y Julián en Madrid al otro, comienzan a componer juntos canciones a distancia, que finalmente serán más o menos las que figurarán en el primer disco del grupo.
De modo que, en cuanto llegan las vacaciones de Navidad, Julián vuelve a Vigo y juntos comienzan a ensayar como locos en el garaje del padre de Reixa, que tiene una distribuidora de bebidas cuya mercancía ellos se encargan de hacer desaparecer en los ratos de descanso. Como nombre para el grupo cogen el sugerido por Miguel ante el balance de los daños de la compañía en la que estaba asegurada el Renault 12 familiar, Siniestro Total, y el 27 de diciembre de 1981 tiene lugar su primer concierto.
Actúan en el Colegio Salesianos de Vigo, junto con otros grupos de más renombre como Nacha Pop, Bibiano, los portugueses Trabalhadores do Comercio y SA. Los amigos de la banda de otros sectores artísticos (como Manolo Romón) se encuentran en la parte de arriba de las gradas, tirando panfletos fotocopiados en los que tan solo figura el nombre del grupo, y Julián tiene el acierto de registrar lo que interpretan esa noche (a saber, entre otras, Las tetas de mi novia, Matar jipis en las Cíes, una versión de The life and soul of the party de Petula Clark bajo el nombre de Hoy voy a asesinarte y otra de Little bitch como ¡Un, dos!) en su magnetófono Teac, que se ha llevado al lugar para la ocasión.
El concierto tiene como ingeniero de sonido a Ricardo Gómez Viso, y está presentando por el propio Reixa, que dice sobre el grupo justo antes de que comience a tocar: «¡Hey!, directamente llegados de Irán: música celta, esquizorock..., ¡Siniestro Total». Por otra parte, Germán, que en el local toca las canciones muy tranquilo y relajado, al llegar al escenario coge el micro y suelta un grito aterrador, lo cual sorprende al resto de la banda; y sigue así durante el resto de la actuación, aullando «¡exterminio!» antes de entrar la primera estrofa de Matar jipis en las Cíes.

### El Marquee
Una vez terminado el festival, Julián anima al resto del grupo a grabar una maqueta,ya con el nombre de Siniestro Total, para comenzar a promocionarse, utilizando el repertorio creado para el concierto en los Salesianos. Antes de que acaben las vacaciones de Navidad se apresuran en grabar la maqueta, metiéndole además de temas ejecutados especialmente para la ocasión (entre las que se encuentran Ponte en mi lugar, Ayatolah!, Mario (Encima del armario) y Purdey) la versión electrónica que ya tienen de Matar jipis en las Cíes y algo del primer concierto. Para las canciones nuevas utilizan ya la batería de verdad de Reixa en una de las cuatro pistas del Teac, y cuando acaban las vacaciones Julián se lleva la cinta a Madrid.
A finales de enero de 1982 Pepo Fuentes le pasa a Julián el teléfono de Jesús Ordovás, que tiene un programa en Radio 3 de Radio Nacional de España llamado Esto no es Hawaii y que podría promocionar al grupo. Julián lo llama y quedan en la Plaza de España, donde le pasa la cinta con la maqueta.
Diez días después de este encuentro, las canciones aún no han sonado en el programa de Ordovás, por lo que Julián piensa que ya no las pondrá, debido a la brutalidad de las letras; pero una noche, cuando ya está casi dormido, suena Ponte en mi lugar, y al día siguiente llama a Vigo para contárselo al resto del grupo. Poco a poco, a petición popular, Ordovás va subiendo el nivel de crudeza de las canciones.
Julián pretende tocar en el RockOla, pero está cerrado por reformas, así que a través de Kike Turmix contacta con su dueño Lorenzo, que también es propietario del Marquee, otro local de la zona. Lorenzo que ha oído la maqueta del grupo y está interesado en que toquen para cerrar una fiesta en este último local; así que Alberto, Miguel y Germán viajan de Vigo a la capital para actuar. Juanma, de los Elegantes, les presta el amplificador del bajo, y Derribos Arias actúan como teloneros, teniendo lugar así el primer concierto de Siniestro en Madrid.
Es tras un concierto de Derribos Arias, ese mismo invierno, cuando Julián conoce a Servando Carballar, director de DRO (Discos Radioactivos Organizados), casa discográfica en la que publican sus trabajos estos últimos, a través de Pepo Fuentes. Quedan en casa de Servando, donde Julián le enseña la maqueta que tienen grabada, y el primero responde que suena muy mal, pero que en Madrid ya hay sitios donde por un módico precio se puede grabar en condiciones, aunque en Vigo no sea así. Le ofrece, pues, editar un trabajo, pagando a medias la tirada, y Julián propone volver a grabar la maqueta pero de un modo más profesional.
Así pues, en Semana Santa de ese mismo año el resto del grupo baja de nuevo a Madrid para grabar cuatro temas para un EP; regraban «Ayatolah!», «Mario (Encima del armario)» y «Purdey», con Germán a la voz, Miguel a la guitarra, Alberto al bajo y Julián a la batería, e incluyen de nuevo la versión electrónica de «Matar jipis en las Cíes» de la maqueta de Mari Cruz Soriano y los Que Afinan su Piano, y al ir a enseñárselas a Servando, este decide difundir que están grabadas en directo en el inexistente Club Botafumeiro de Vigo, para justificar la mala calidad del sonido. Aún faltan el título y la portada del EP, pero no se tarda mucho en dar con ellos: Julián coge una revista antigua que guarda su padre en su casa, y saca de ella la foto de unas enfermeras acompañada por el lema «Ayudando a los enfermos». Posteriormente Ángel Mata retoca la fotografía para que quede más punk, y así sale en junio el primer trabajo oficial del grupo.

### El estudio Colores
A principios de junio se organiza en la Sala Rock-Ola una fiesta con grupos de DRO, en la que la banda participa, de modo que viajan todos en tren a Madrid; y, nada más bajarse del tren, van directamente a Escridiscos, en Callao, para ver si tienen allí el EP que acaban de editar. Descubren que lo tienen, y Julián compra un ejemplar que aún conserva.
Poco después, en julio, Siniestro participa, tras mucha insistencia por parte de Suso Iglesias y José Ángel González, en un concurso en La Coruña que ellos dos organizan con la condición de que todo el que se presente no tenga grabado aún nada (condición que el grupo no cumple, aunque nadie lo sabe), y salen al escenario bastante bebidos. Una vez terminadas las actuaciones, muchos entre el jurado los consideran ganadores, pero es ese momento cuando aparece el hijo quinceañero del periodista musical Nonito Pereira, que era el miembro más joven del jurado, con el EP en la mano. Y quedan descalificados. Después, para volver a Vigo, Julián va en tren, mientras que Miguel y Germán se van juntos en coche, y tienen que parar en un restaurante para llamar por teléfono; allí se está celebrando una reunión de militares, y Germán lleva, como es habitual en los conciertos de la banda, pantalón y camisa militares, así que los otros le piden la documentación, hasta que sus padres tienen que ir con la cartilla militar a rescatarlos.
Durante el verano Julián y Miguel escriben juntos muchas canciones, intercambiando ideas constantemente; y un día Germán acude a ellos con una letra titulada Malos tiempos para la lírica, de temática mucho más seria que la de los temas que los otros dos, pidiéndoles que le pongan música, a lo que ellos se niegan, ya que no se sienten capaces tratándose de una letra como aquella. Apenas un año después la publicará ya con su grupo Golpes Bajos, con una música compuesta por Teo Cardalda.
Los ensayos en esta época ya no se realizan en casa de Javier, ya que su hermano ha tenido un hijo y vive con su familia en la parte de arriba, así que al final los han echado de allí, sino en la habitación de Julián, en el piso de sus padres.
Poco después de la fiesta en el Rock-Ola se organiza una excursión en autobús con todos los grupos de DRO para ir a tocar a Puertollano, que parte desde Prosperidad, y es en esta excursión donde Julián conoce a Óscar Mariné, un diseñador poco conocido por ese entonces que está montando un negocio de merchandising, con productos como camisetas, gafas de sol o chapas. Más tarde él será quien se encargue de diseñar las portadas de los trabajos del grupo.
Una vez de vuelta en Vigo, Julián, los miembros del Grupo Rompente y todos los demás artistas que participaban en las actuaciones en el Satchmo vuelven a actuar juntos en dicho local, ahora bajo el nombre de Los Minusválidos del Ritmo; el concepto del grupo consiste en salir al escenario con abrigos, dejarse una mano fuera y encogerse una manga, pillándosela con un imperdible, para dar la impresión de discapacitados. Miguel, por su parte, forma junto a Manolo Romón, Antonio Cancelas (que más tarde será doblador al gallego de J.R. en la serie Dallas para la Televisión Gallega) y otra gente un grupo llamado Los Ratones de Vigo.
Hacia agosto el EP ha vendido ya cuatro o cinco mil ejemplares, la cual es una muy buena cifra para un grupo de la época, así que Servando propone a Julián que, en vez de repartir los beneficios que se han generado con él (cerca de 50 000 pesetas de aquel entonces), podrían invertirlos en grabar un LP, proposición que Julián acepta sin pensárselo dos veces, ya que a todos les encantaría tener un álbum completo en la calle. Además, les dice que vayan pensando una canción para Navidad, ya que DRO se propone sacar un disco de villancicos para finales de año; de modo que, hacia octubre, todos se meten en Estudios Colores, en Mejorada del Campo (Madrid), y en tres días graban quince canciones para el LP y una más para el álbum de villancicos.
Aparte de muchas nuevas composiciones, se vuelven a grabar Matar jipis en las Cíes en una versión mucho más potente marcada por los alaridos de Germán, y Ayatolah! con un sonido más sucio que el de la versión incluida en el Ayudando a los enfermos, además de Ponte en mi lugar y Las tetas de mi novia en un formato más punk que el de la maqueta, y una versión de estudio de Hoy voy a asesinarte.
Durante la grabación está presente Pepo Fuentes, y, cuando se comenta que llevan tres días encerrados sin comer un carajo, muy lejos del bar más cercano, este se acuerda del cómic de Lucky Luke donde aparece Averell Dalton diciendo: «¿Cuándo se come aquí?», lo cual les da el concepto para el título y la portada: como título se toma dicha frase y para diseñar la portada se llama a petición de Pepo a Óscar Mariné, al que llevan el cómic de Los Hermanos Dalton en México para que haga algún collage con imágenes de él.
Sin embargo, lo que hace Óscar es un dibujo con cuatro hermanos Dalton, cada uno con una caricatura de un miembro del grupo como cabeza, ordenados de mayor a menor estatura (es decir, primero Julián, luego Miguel, a continuación Germán y por último Alberto), los cuatro sobre un fondo azul; arriba se puede leer: «DRO presenta una aventura de Siniestro Total», y debajo de esto el título del disco en letras azules sobre fondo amarillo.
Así pues, el vinilo aparece publicado en noviembre, y supone un éxito de ventas aún mayor al del EP, a pesar de que a los eruditos del punk una portada tan profesional les resulta una traición[cita requerida]; realmente, resulta ser el disco independiente más vendido hasta el momento.

### El RockOla
El 10 de enero de 1983 se produce en el RockOla uno de los sucesos que más da a conocer a la banda entre los consumidores de música de aquel entonces: la presentación ¿Cuándo se come aquí?, que se repitió, pero ya de manera más o menos oficial, durante la Primera Fiesta de Diario Pop 1 de marzo de 1983, durante la cual Julián proclama: «¡Hemos llegado a la gloria más alta a la que podríamos llegar cuatro desgraciados como nosotros!». El concierto comienza con Costas presentando el primer tema de su actuación como una canción «heavy-metal Total». Y en ese momento es cuando aparece sobre el escenario Coppini, con un pollo de goma colgando de su cazadora, y en seguida los miembros del público comienzan a arremeter a escupitajos contra el personal de la banda, que acaba absolutamente empapado. Posteriormente el grito de Miguel de: «¡Hala, chavalada...!, ¡a divertirse!» para presentar Ayatolah!.
En este concierto el grupo toca los temas Tan deprimido (una versión de una canción de Cucharada), lo que ellos presentan como un popurrí, Ayatolah!, Sono tremendo y una entrevista. Además, ganan uno de los premios que se otorgan en la fiesta (4.ª maqueta de oro).
Es en ese momento cuando el grupo comienza a aparecer en los medios musicales de Vigo, que hasta ese momento no han publicado ningún artículo sobre ellos, y comienzan las peregrinaciones al RockOla y su mitificación, aparte de la creciente popularidad de la banda.
Por aquel entonces es cuando Soto ha acabado ya la mili y empieza a volver a interesarse por la música, que ha dejado aparcada durante un tiempo para dedicarse solo a escuchar blues mientras descansa de su servicio, que ha sido algo duro. Convencido por Antón Reixa entra a tocar el bajo en Os Resentidos, grupo de reciente creación.

### El sencillo del gaitero
En algún momento a mediados de enero les hablan de las fiestas del barrio madrileño de Hortaleza, y les advierten que ya ha habido algunos altercados con grupos mods atacados por el público, pero ellos van allí a actuar de todos modos, teniendo como técnico de sonido a Miguel Ángel Gómez –hermano de José Gómez, guitarrista de El Aviador Dro y sus Obreros Especializados–, que tiempo después llegará a ser presidente de EMI España. Todo va bien hasta que Julián ve que las vallas que hay al fondo del lugar de la actuación empiezan a moverse, y comienza a ver botellas, latas y piedras volando por todos lados, e incluso a alguien levantando una barrera amarilla y lanzándosela directa a Ye-yé, novia de Iñaki de Glutamato, a quien Julián conoce, además de gente con casco y botas militares y esvásticas pintadas a la espalda metiéndose con todo al que encuentra. Este último acaba por ponerse nervioso y se lanza detrás de la batería, donde no hay nada, con lo que se da un golpe; finalmente todo sale en la sección de Sucesos de los periódicos.
Es tal el éxito que está empezando a adquirir la banda que llama la atención de Carlos Tena y Diego A. Manrique, que son por aquel entonces los directores del programa Caja de ritmos en Televisión Española; de modo que les piden un par de temas inéditos para una actuación en el programa. En apenas cinco minutos Julián compone Me pica un huevo, mientras que en ese mismo tiempo Miguel escribe Sexo chungo. Finalmente no pueden interpretar estos dos temas para la televisión, ya que el día anterior al que está programado para la actuación Las Vulpes ha ofrecido la canción Me gusta ser una zorra, se ha producido un escándalo inmediato y el programa ha sido a partir de entonces censurado, teniendo esto como consecuencia la dimisión de Carlos Tena de Televisión Española.
De todos modos, las dos canciones no se quedan olvidadas, sino que el grupo decide editar un sencillo con ellas, con lo que las graban, y son producidas por Paco Trinidad, a quien Julián conoce del Satchmo. Pensando una portada para editarlo, en un bar en Cuatro Caminos, Pepo Fuentes y Julián, se dan cuenta de que no hace mucho que ha salido el London Calling de The Clash, además de la reedición del primer disco de Elvis de donde está sacada la tipografía de aquel, así que piensan que esa portada da para más. Primero sustituyen mentalmente a Paul Simonon por un gaitero, pero después empiezan a ocurrírseles más cosas, como un violinista, alguien de Aviador Dro rompiendo un sintetizador o un cantante hispanoamericano con poncho y guitarra. De modo que Arjones, el mismo que se ha encargado de hacerle la foto al coche del que parte el nombre del grupo, hace las fotografías en Vigo, mientras que Óscar Mariné se encarga de nuevo del diseño.
El sencillo, que, como se dice en la portada (finalmente la del gaitero), es “de doble cara B”, sale a finales de enero[cita requerida], y hace a exclamar a Miguel Ríos: «¿A dónde habrá llegado a parar el rock español cuando se cantan cosas como “me pica un huevo”?»
Este nuevo lanzamiento le suma popularidad al grupo[cita requerida], lo que hace se organicen cada vez más conciertos, aunque a veces con altercados: en una actuación en la Sala Zeleste de Barcelona alguien de la primera fila le propina un botellazo en la pierna a Germán. Debido a este suceso el grupo se queda por unos días sin cantante, así que llaman a quienes organizan su próxima actuación en la discoteca La Mandrágora en León, el cuatro de febrero, para decirles que o van solos los tres o no van. Finalmente van los tres, Alberto y Miguel desde Vigo en coche con sus respectivas novias y Julián desde Madrid en coche, asumiendo Miguel el papel de cantante.
También durante ese concierto ocurre un percance. Justo al salir a tocar una mujer en estado de ebriedad coge un cenicero grande de cristal y golpea con él a Miguel en una oreja. Ésta es la razón por la que Alberto y Julián permanecen el resto de la noche, mientras él es atendido en la casa de socorro por diversos cortes y contusiones, repitiendo: «No volvemos a actuar» a los presentes. Más tarde Miguel comenta, sobre los altercados en los conciertos, que por él pueden tirar latas, pero que traten de bebérselas antes de lanzarlas. Al día siguiente, el titular en el periódico El Norte de Castilla es: «Siniestro Total: “No volvemos a actuar”», y Alberto y Miguel, ya recuperado, vuelven a Vigo, mientras que Julián regresa a Madrid en autobús para ver a los Damned.

### El adiós de Germán
Tras el disco ¿Cuándo se come aquí?, uno de los discos punk más laureados de la historia de España, Germán contacta en Madrid con el multiinstrumentista Teo Cardalda, con el que forma un dúo, en principio tan solo un pequeño proyecto paralelo a Siniestro Total, con el nombre de Golpes Bajos; de modo que compagina su actividad en los grupos estando de lunes a viernes en Siniestro y los fines de semana en Golpes. Pero el momento decisivo llega cuando con este último grupo envía algunas canciones para participar en el Concurso de Maquetas de la revista Rock Espezial (que actualmente se denomina Rockdelux) y juntos ganan el primer premio. Poco después y debido a este éxito, Golpes aparece en el programa La Edad de Oro de Televisión Española presentado por Paloma Chamorro, donde Germán no menciona que también pertenece a Siniestro Total.
Esa misma noche hablan Julián, Alberto y Miguel sobre este hecho, y todos están de acuerdo en que Germán es importante para el grupo, pero que no puede ser que esté en dos grupos tan distintos entre sí, y que además ya prácticamente no haga caso de su pertenencia al de ellos. Al día siguiente quedan todos en la cafetería Flamingo, en el centro de Vigo, y Julián le dice que la situación no puede mantenerse: que las ideas no son las mismas y tarde o temprano se van a encontrar. Él le dice que se lo pensará, pero Julián le responde que no hay nada que pensar, que no le está preguntando nada.
Así pues, Germán y Teo buscan a dos instrumentistas más para su grupo; encuentran a Pablo Novoa y Luis García, y en abril de 1983 Germán abandona definitivamente Siniestro Total.

### El Día Mundial del Disfraz de Gorila
Ante la pérdida de su carismático vocalista, el grupo comienza a ser rechazado en algunos lugares a la hora de actuar, ya que era él quien tenía mejor fama dentro de la banda, y todo el mundo piensa que están acabados. Sin embargo, es entonces cuando se les presenta Paco Trinidad, que les propone la vuelta de Miguel a la voz y la grabación de una veintena de canciones que él está dispuesto a producir. Los chicos consideran que este será de todos modos su último álbum, así que deciden no limitarse a grabar un disco de punk y optan por introducir toda clase de instrumentos en sus grabaciones, aparte de la guitarra, el bajo y la batería.
Regraban y maquetan en Vigo algunos temas que ya han estado ensayando con Germán, concretamente La caca de colores, pero añadiéndole un toque de swing, y Opera tu fimosis, y componen diecinueve más, que graban en el estudio Trak en Madrid; las letras siguen siendo tan surrealistas y grotescas como las del primer álbum, mientras que la música se abre en diversos estilos: new age, rock, rock and roll, música tradicional gallega... Posteriormente, bajan a Madrid para grabar las canciones en su versión definitiva, contando con los coros de Juanma y el Chicarrón de Los Elegantes y Pepo Fuentes entre mucha otra gente.
Antes de la publicación del segundo LP, el 20 de octubre, la banda aparece en el programa La Edad de Oro de Paloma Chamorro, en el cual tocan dos canciones inéditas que aparecerían más tarde en el nuevo trabajo: Opera tu fimosis y O tren. además de dar una entrevista algo apresurada.
De modo que en noviembre de 1983 sale a la calle publicado de nuevo por DRO el segundo disco del grupo, que se titula simplemente Siniestro Total II: El Regreso, sorprendiendo a todos los seguidores de la banda, puesto que todo el mundo está ya convencido de que sin Coppini ya se ha disuelto; el nuevo LP se acompaña del sencillo No somos de Monforte,  que incluye como cara B «Luna sobre Marín», una canción no contenida en el álbum, versión de «Moon over Marin» de Dead Kennedys con nueva letra.
Este segundo disco no se vende tan bien como su predecesor, aunque la portada, en la cual figura Bob Hope con un vaso de leche, funciona bien respecto de las ventas. Nada más salir el LP, el grupo organiza una fiesta en la que Antón Reixa ejerce de presentador y aparecen Pepo Fuentes, Juanma y Gerardo disfrazados de gorilas, con lo que se le llama «Día Mundial del Disfraz de Gorila».
Por aquel entonces Javier Soto ya ha terminado la mili, de modo que vuelve al mundo musical, formando, junto con Alberto Torrado (que sigue siendo bajo de Siniestro), Nicolás Pastoriza y Vicente Alberte el grupo Los Buzos. Pocos meses después de esto Soto abandona el grupo y forma, junto con el propio Torrado, Antón Reixa y Rubén Losada, Os Resentidos.
Miguel Costas, por su parte, acaba de formar en aquellos momentos el grupo Aerolíneas Federales, con el que el 8 de enero de 1984 gana un concurso celebrado en La Coruña y poco después graba con ellos su primer LP homónimo. Y también Julián Hernández ha formado su grupo paralelo a Siniestro, un pequeño proyecto que no dura mucho con el nombre de Mili y sus Muermos.
Pero el propio Siniestro también publica material nuevo en ese tiempo: un maxi compartido con Os Resentidos con el título de Surfin' CCCP,  que está dedicado a los líderes soviéticos muertos por aquella época, y poco después aparece con algo de retraso el sencillo Más vale ser punkie que maricón de playas, correspondiente a El Regreso.
Además Julián comienza a escribir canciones a un ritmo bastante rápido, de modo que sobre febrero o marzo de 1984 ya tiene escrita casi en su totalidad ¿Quiénes somos? ¿De dónde venimos? ¿Adónde vamos?, y mientras el grupo está de gira por toda España compone en alrededor de media hora en un hotel de La Coruña Miña terra galega, tomando prestada la música de Sweet home Alabama de Lynyrd Skynyrd y adaptando la letra a Galicia. Miguel, a su vez, escribe una canción sobre «una chica muy mona que vivía en Barcelona», y entre todos deciden llamarla Assumpta, en honor a la actriz catalana Assumpta Serna, dado que este es el nombre más catalán que se les ocurre.
A este ritmo no es de extrañar que en otoño de 1984 tengan ya escritas catorce canciones, por lo que deciden continuar con el grupo ya de forma definitiva y grabarlas esta vez todas en Trak, y dejar que sean producidas de nuevo por Paco Trinidad. Y en noviembre de ese mismo año aparece el tercer disco, titulado Menos mal que nos queda Portugal y editado por DRO, en el que las letras se vuelven algo más simpáticas que grotescas y la música se convierte en un rock más clásico, que en ocasiones se suaviza hasta el power-pop, y del que salen muchos de los himnos de la banda, en algunos de los cuales Julián empieza a prestar su voz. El LP sale acompañado de dos sencillos: Tipi, dulce tipi y Te quiero, con canciones no contenidas en el disco como caras B, y algunos meses más tarde aparece una nueva edición del álbum con una portada algo distinta en la que puede leerse: «Edición Internacional.»
La gira de promoción del disco se realiza ya en los primeros meses de 1985, y se extiende hasta la primavera; y es precisamente durante esa gira, concretamente en el mes de mayo, cuando Javier Soto finalmente abandona Os Resentidos y se une a Siniestro Total. En principio toca los teclados, pero no tarda mucho en pasarse a la guitarra, siendo ésta su especialidad, con lo que el grupo puede ya interpretar temas que requieren un mayor virtuosismo.

### 1985-1989
En verano de 1985 se celebra el festival musical Vran’85, en el que Siniestro comparte cartel con otros grupos populares como Mecano, Aerolíneas Federales y Última Edición; este festival es uno de los primeros en España en conseguir reunir a veinte mil asistentes durante las seis noches que dura. Durante todo este año el grupo ha tenido tiempo de componer más canciones, de modo que se decide que comiencen las grabaciones del cuarto álbum, ya con Soto tocando la guitarra eléctrica y el órgano Hammond y con Paco Trinidad de nuevo como productor.
Entre las canciones que han podido componer durante las giras se encuentra Bailaré sobre tu tumba, que surge de una frase pronunciada por Monchito, profesor de filosofía vigués, inspirada en la famosa película Cotton Club. El fragmento completo es el siguiente:
—Tú solo no puedes matarle..., pero puedes bailar sobre su tumba.
—Lo mataré con mis zapatos de claqué.
(Se trata de una conversación entre unos hermanos que se dedican a bailar claqué, hablando de un matón que ha amenazado a uno de ellos.)
Pero, al volver de Trak y constatar que solo tienen grabadas ocho canciones, que ocuparán una cara, se decide recopilar los varios temas inéditos que han interpretado en directo durante ese verano, principalmente en el Vran’85, para completar la otra. Curiosamente, el grupo mete reverb a toda la cara B, de modo que se oye todo multiplicado, sonando aplausos como si hubiera un millón de personas entre el público.
Al comenzar a buscar un título para el cuarto LP, los cuatro están convencidos de que se llamará Ante todo mucha calma, pero al final optan por llamarlo como una de las canciones que contendrá: Bailaré sobre tu tumba, y dejar el título anterior para las camisetas del grupo que empiezan a venderse ese otoño. De modo que en diciembre sale a la calle publicado por DRO el nuevo disco, que resulta más potente que el Menos mal que nos queda Portugal, debido principalmente al órgano Hammond y a la guitarra de Soto, bastante más avanzada que la de Costas, y con unas letras a caballo entre las de este último álbum y las de El Regreso.
San Luis, el artista encargado de dibujar la portada (consistente en un dibujo de una calavera dentro de cuyos ojos, nariz y boca se hallan encerrados los miembros del grupo), queda tan impresionado ante el título que llega a escribir un poema en la parte de atrás de la carátula.
Bailaré sobre tu tumba se presenta al público acompañado de los sencillos de las canciones ¿Qué tal, homosexual? y Al final, ambos conteniendo temas inéditos que no pueden encontrarse en ningún otro lugar.
Varias de la presentaciones del nuevo disco llevadas a cabo entre finales de 1985 y principios de 1986 resultan ser algo peligrosas, como si el público deseara recordar los viejos tiempos; esto sucede ejemplo, en un festival y al mismo tiempo concurso en Palma de Mallorca con un cartel en el cual se combinan grupos heavy y punk.
A principios de este último año se decide que este va a ser de descanso, aunque al mismo tiempo el grupo acaba publicando en los primeros días de marzo un álbum recopilatorio que, realmente, es más bien una colección de caras B, rarezas y temas inéditos solo tocados en algunos directos. El álbum se presenta de un modo curioso: tiene una portada amarilla en la cual se puede leer: «Jeroglífico — por Pepo. ¿Cuál es el nombre de este disco?» Justo encima de esta última pregunta nos encontramos tres dibujos: primero una gran D, y debajo de ella otras dos ilustraciones mucho más pequeñas que representan un sexo femenino y otro masculino. El título es Gran D Sexitos. Curiosamente, poco después de esto DRO decide censurar la portada original sin dar ninguna explicación, quedando como resultado simplemente una portada amarilla con las palabras: «Siniestro Total — Grandes Éxitos.»
Apenas unos días después del lanzamiento de Gran D Sexitos, el 12 de mayo, día del referéndum sobre la entrada de España en la OTAN, Siniestro graba el tema Dios salve al Conselleiro, realmente una versión de Dios salve al Lehendakari de Derribos Arias, pero galleguizada, para el programa dirigido por Carlos Tena Aumba-baluba-balam-bambú en Televisión Española, y no tarda mucho en salir un sencillo con este tema, acompañado como cara B por una grabación de una de las canciones interpretadas por el grupo en su primer concierto, el 27 de diciembre de 1981.
Aunque no graben ningún disco nuevo, tras este sencillo comienza una enorme gira por toda España, que los mantiene ocupados todo el verano y parte del otoño. Finalmente, a finales de año regresan a Madrid para volver a grabar en Trak los temas que han tenido tiempo de componer, esta vez con una variedad de estilos mucho más amplia incluso que la de El Regreso; para poder recoger correctamente esta variedad de estilos en las grabaciones acaban por contratar a un grupo más o menos grande de músicos acompañantes: saxofonistas, trombones..., además de tocar ellos mismos instrumentos que no se han atrevido a usar hasta ese momento, como la guitarra acústica o la gaita, y otros más exóticos como el salterio. Aparte de todo esto, en algunos de los temas más complejos empiezan a utilizar baterías programadas.
A principios de 1987 Siniestro ya se encuentra con canciones de todo tipo: rock and roll, folk, power-pop, country, y también con varios temas de apenas medio minuto de duración que deciden incluir, descartando otros que tienen también grabados y producidos; las letras siguen un modelo similar al del disco anterior, y Julián comienza a cantar en canciones completas. Al igual que ha ocurrido con el cuarto álbum, con el quinto también deciden usar un título correspondiente a uno de los temas que incluye; en este caso, De hoy no pasa.
Algunas semanas antes de lanzar el nuevo LP, se edita como adelanto un sencillo con el tema Diga qué le debo, y en abril aparece De hoy no pasa, que resulta el más popular de los discos publicados hasta el momento, vendiéndose 30 000 copias; además, tiene cierto impacto social: con motivo de la canción Yo ya fui a Cangas del Morrazo se organiza una excursión desde Madrid para visitar dicho pueblo a la que se apuntan cientos de personas.
La gira realizada en verano de 1987 resulta ser la más exitosa hasta el momento, pero unas semanas después de concluirla el grupo sufre otra pérdida: Alberto Torrado se marcha de la banda para dedicarse exclusivamente a Os Resentidos, con quienes lleva compaginando su trabajo en Siniestro desde los inicios de estos últimos; de modo que ya solo quedan dos miembros de la formación original. Pero se trata, en cualquier caso, de una pérdida curiosa, ya que Torrado simplemente deja de aparecer en las portadas de los siguientes álbumes, y no aparece en los créditos de los siguientes trabajos, pero sigue tocando en los conciertos y en las grabaciones, aunque como un músico de estudio más, pues la banda necesita un bajo.
Pese a esto, y aunque realmente ya tengan todos los músicos que hacen falta, Julián deja definitivamente en ese otoño la batería, y se dedica exclusivamente a la guitarra, de modo que se ven forzados a utilizar ya siempre baterías programadas.
El 10 de noviembre el grupo toca en la Sala Universal, aunque sin público, debido a que la sala tiene prohibida la entrada por problemas de insonorización debido a las reiteradas quejas por parte de los vecinos de la zona. Pese a todas estas advertencias y a la presencia policial, un grupo de alrededor de medio millar de personas se congrega a las puertas de la sala, y cerca de doscientas de ellas consiguen alcanzar el interior. Finalmente, la policía acaba por cargar contra algunas de estas personas; y, para contrarrestar la ofensiva policial, los dueños del local abren las puertas, y con más decibelios de los permitidos.
Tras toda esta serie de incidentes, en diciembre de 1987 Siniestro vuelve al estudio para comenzar a grabar el que será su sexto álbum, cambiando esta vez de productor, que es ahora Eugenio Muñoz. Ya por aquel entonces se aproximan al tocar música a sonidos más duros, y esto se refleja en las grabaciones de la época, aunque también sigue existiendo la variedad de De hoy no pasa: a principios de 1988 ya cuentan con temas de rhythm and blues, rock, country, power-pop, blues, rock and roll, heavy metal, new-age o folk, superando así el futuro disco en variedad a su antecesor.
A principios de la primavera de 1988 el sexto LP está casi terminado, pero falta el título. Mientras se decide cuál será, el grupo saca un adelanto en forma de sencillo con el polémico tema Alégrame el día: una ácida crítica contra el mundo de la tauromaquia cargada de humor negro y enfundada en una portada consistente en una serie de calaveras como las de las banderas piratas que, al mismo tiempo, llevan una montilla sobre la cabeza que da mucho que hablar en su día.
En abril de ese año llega Me gusta cómo andas, álbum cuyo título finalmente es de nuevo el mismo que el de una de las canciones que contiene, y que no llega a vender tantas copias como De hoy no pasa, pero que se podría decir que lo supera en calidad y variedad.
En verano y para la gira de promoción de Me gusta cómo andas. Siniestro busca desesperadamente a un nuevo bajo y un nuevo batería que completen el grupo, pues no pueden seguir dependiendo de Torrado y las baterías programadas. Y los encuentran: desde Lugo llega Segundo Grandío, que se encarga del bajo, y por su parte Ángel González pasa a tocar la batería.
Antes de entrar a formar parte de Siniestro, Ángel González ha formado parte de un grupo de blues llamado Desaprensivos, ha sufrido una gran decepción cuando Jesús Ordovás ha calificado su maqueta como la peor del mundo, ha hecho la mili y se ha incorporado una banda con dos hermanos con el nombre de Desertores, que ha surgido tras probar otros muchos; pero al preguntarle Siniestro si quiere unirse a ellos, acepta enseguida. Por su parte, Segundo Grandío era un músico con una larga trayectoria en Galicia que, entre otras participaciones, había grabado el bajo del álbum Fracaso Tropical (1988) de Os Resentidos junto al saxofonista Jorge Beltrán, quien posteriormente acabaría entrando también en Siniestro Total.
Así pues, como quinteto publican en septiembre de ese mismo año un maxi que incluye una versión alternativa y otra instrumental de Alégrame el día, además de un nuevo tema titulado Roxette, versión del famoso sencillo de Dr. Feelgood.

### 1989-1996
Ya entrados en 1989, es en la primavera de este año cuando comienzan a salir a la calle los sencillos de Me gusta cómo andas: Hermano, bebe y Cuánta puta y yo qué viejo, que aparecen más de un año después del álbum al cual corresponden. Además, en febrero sale uno de los más famosos videoclips del grupo, el del tema Hermano, bebe, que es dirigido por Antón Reixa; y en agosto se organiza a un viaje a Argentina para participar en un ciclo de actividades gallegas.
A finales de 1989 participan en la Fiesta de Diario Pop en Club Rock, donde entre otros temas cantan una versión de Highway to hell de AC/DC, pero cambiando el estribillo por: «...Por eso ¡folla con él!», e improvisando la letra con fragmentos de otras canciones y palabras inconexas. Es en estos días cuando comienzan a plantearse la grabación de un nuevo álbum, para lo cual contratan una sección de vientos al completo: Antonio Moltó al saxo tenor, Antonio Ramos a la trompeta y Antonio Maíques al trombón, además de sopranos (María Villa e Icíar Álvarez) y la colaboración del Maestro Reverendo con el piano, el acordeón y los arreglos y Mariano Lozano con la programación.
En un episodio de una serie en la TVG aparecen Manuel Manquiña y Morris vigilando las planeadoras de Villagarcía, lo cual inspira a Julián a escribir Todo por la napia, sobre la cocaína, como uno de los nuevos temas.
Así pues, a principios de 1990 ya están grabando el nuevo disco, de nuevo en Trak con Eugenio Muñoz, abandonando un poco la variedad de sus últimos trabajos para sustituirla por un rock duro cargado de arreglos de viento y teclados en ciertas canciones. A finales de marzo lanzan como adelanto el sencillo Camino de la cama, mientras encuentran un título para el nuevo LP, que finalmente acaba por llamarse En beneficio de todos (ya que según el grupo el álbum es así) y aparece en abril de la mano de DRO. Aunque teóricamente sería uno de los discos más largos de la banda, con veinte temas, en realidad solo tiene diez, ya que los otros diez son solo pistas de medio minuto presentando lo que viene a continuación.
Junto con él llegan dos sencillos más: los de las canciones Ay, Dolores y Devorao y una serie de camisetas encabezadas por el título del nuevo disco y algo más; concretamente, «EN BENEFICIO DE TODOS: NO ME DEIS MÁS DE BEBER», «EN BENEFICIO DE TODOS: CÁLLESE, SEÑORA» y «EN BENEFICIO DE TODOS ENTREN Y SALGAN RÁPIDAMENTE NO OBSTRUYAN LAS PUERTAS»; esta última tiene partes de las letras en rojo y otras en negro, y si se lee solo lo negro, aparece: «EL PENE DE TODOS ENTRE Y SALGA RÁPIDAMENTE NO UYAN LAS PUTAS». La expresión, que inmediatamente se convirtió en el lema de la banda al menos durante esta etapa, había sido extraída de un aviso en los vagones del Metro de Madrid, que raspando con una llave las elementos sobrantes del mensaje original, se convertía en esa segunda frase.
El disco resulta venderse mejor aún que De hoy no pasa, con 50 000 copias, lo cual significa un disco de oro para el grupo, y además graban una segunda versión con una letra distinta de Camino de la cama para la sintonía del programa radiofónico Diario Pop. Poco después del lanzamiento del LP se une al grupo el sexto miembro en la sombra, el mánager Xosé Manuel Blanco.
A finales de 1990 la banda tiene la suficiente popularidad como para no abandonar la gira, que termina por extenderse de forma intermitente a todo el año 1991. Es en enero de este año cuando, para poder distribuir mejor el material de la banda, se crea la corporación Loquilandia, en la cual se aglutina el merchandising, el material editorial..., y en septiembre, debido al éxito del álbum al grupo comienzan a lloverle ofertas de otras discográficas, así que finalmente Siniestro ficha por BMG-Ariola y abandona definitivamente DRO.
Así pues, y viendo que su éxito va en alza, el grupo puede por fin plantearse el editar un álbum, ya con BMG-Ariola con el título de Ante todo: mucha calma que llevan en mente desde hace siete años, y que será finalmente un directo que refleje su actitud sobre el escenario en esta época. El 22 de noviembre de 1991 se graba un concierto en la sala Arena de Valencia, que es producido en diciembre de nuevo por Eugenio Muñoz, y que sale a la calle en febrero de 1992 de forma doble: por primera vez en CD (y además doble), ya que todos los anteriores han sido lanzados en vinilo, y en vídeo.
Además, junto con el doble CD aparecen un EP con tres canciones del disco y una versión inédita en directo de Matar jipis en las Cíes y un sencillo con otro tema del álbum y otra versión inédita en directo, esta vez de Cuando ruge la marabunta.
Extenuados tras la extensa gira de En beneficio de todos, Siniestro decide tomarse el resto de 1992 como un año sabático, en el que apenas asistirá a algunas presentaciones de Ante todo: mucha calma. No es hasta finales de año cuando el grupo vuelve al trabajo y comienza a componer algunos nuevos temas, dos años y medio después del último álbum de estudio. A principios de 1993, ya con un buen número de canciones compuestas bajo el brazo, contactan con el productor americano Joe Hardy, famoso por ser también productor de los ZZ Top, y entre mayo y junio se marchan a Memphis para grabar con él.
Mientras están en Memphis, durante su tiempo libre, los chicos se dedican a recorrer los enormes almacenes de objetos de segunda mano de la ciudad, y en una de estas excursiones se encuentran con unos cuantos discos de pizarra a setenta y ocho revoluciones por minuto, y entre ellos hay dos que les llaman la atención: uno de Snooky Prior, a quien ya conocen, y otro de Jack Griffin, sobre el que no han oído nunca nada.
Una vez finalizada la grabación, vuelven a Galicia, donde repasan lo que han traído de Estados Unidos y escuchan por primera vez el disco de Griffin, que los deja fascinados, así que deciden saber más sobre él e inician una especie de investigación que, combinada con historias inventadas por ellos mismos, va dando lugar al concepto del disco de blues que algún día grabarán.
Hardy se pasa todo el verano produciendo las canciones para darles un toque de blues y heavy metal, así que el nuevo disco no aparece hasta septiembre, con el título de Made in Japan, en BMG-Ariola, y acompañado por los sencillos de los temas Yo dije Yeah!, El hombre medicina y Cuenca minera. Dado el giro tan duro que ha seguido el estilo del grupo, su popularidad deja de ser tanta como con En beneficio de todos y Ante todo mucha calma, aunque los fanes de la banda empiezan a pensar que este nuevo álbum es su mejor trabajo.
Además, el cineasta Mikel Clemente comienza a trabajar con Siniestro, grabando para ellos el videoclip de El hombre medicina en septiembre, y colaborando en diciembre con Álex de la Iglesia en la grabación del de Yo dije Yeah!; y en este mismo mes Jesús Ordovás publica la biografía del grupo bajo el título Apocalipsis con grelos.
A finales de año el grupo propone tocar blues y versiones de Frank Zappa y otros artistas bajo el nombre de Os Subxenios, y se discute el tema durante los primeros días de 1994, aunque sin contar por el momento con Costas. Cuando finalmente lo llaman para contarle el proyecto, él se niega a acompañarlos, aunque el resto de la banda dice que es parte de su trabajo como grupo, y que no puede rechazarlo; mientras que Miguel lo que quiere es dedicar menos tiempo a la música y quedarse más en casa. Todo esto provoca tensiones entre él y los demás, lo cual provoca que el del 8 de enero de 1994 en Ferrol (provincia de La Coruña) sea su último concierto con Siniestro. Después, los abandona.
En 1995 el grupo vuelve a viajar a Memphis para grabar su disco Policlínico Miserable en Ardent records con Joe hardy como productor. Les acompañan Ricky Dávila para realizar fotos y Mikel Clemente que además de algunos videoclips recoge en el documental La Vida es deliciosa la experiencia americana de los vigueses.
En junio de 1995 se presenta el disco en la Sala Revolver de Madrid con una nueva incorporación en la banda, el saxo de Jorge Beltrán (ex-Moncho e mai-lo Sapoconchos).
El siguiente proyecto al que el grupo dedicará principalmente el año 1996 se llama Cultura Popular.

### 40.º aniversario

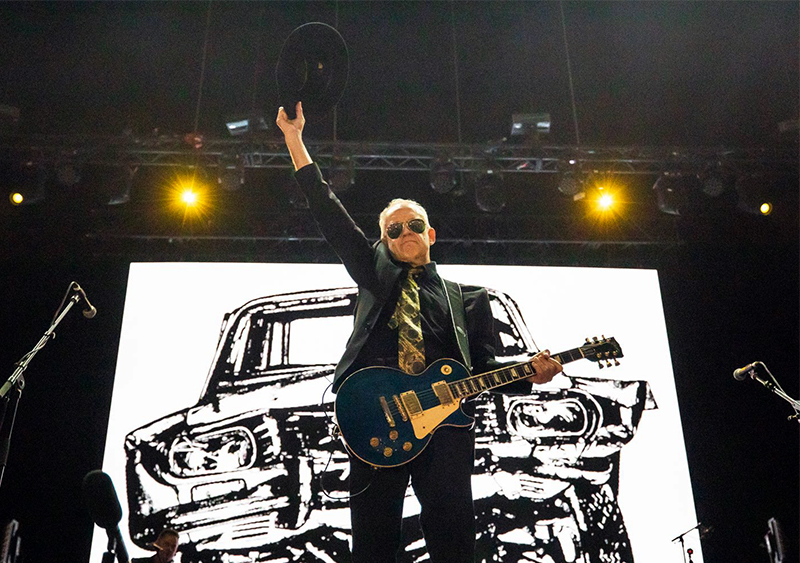
Julián Hernández, Concierto Despedida Siniestro Total

El día 27 de diciembre de 2021, con motivo del 40.º aniversario de la banda se publicó un video de un ensayo improvisado de la canción "Tipi dulce Tipi" junto a Miguel Costas quien había abandonado la formación en 1994.
En febrero de 2022 se dio a conocer la retirada del grupo de los escenarios en una rueda de prensa presentada por los biografos del grupo, Kike Babas y Kike Turrón, en la que la banda Los Enemigos hizo entrega de una placa conmemorativa a Siniestro Total por su 40 años sobre los escenarios. Los últimos conciertos de la banda fueron celebrados el 6 y 7 de mayo de 2022 en el Wizink Center de Madrid, con la participación de Miguel Costas, Segundo Grandío y Alberto Torrado.

## Estilo
En el primer álbum, ¿Cuándo se come aquí?, nos encontramos con un estilo marcadamente punk, con letras desquiciadas y canciones de tres acordes como máximo que apenas rozan los dos minutos en los casos más afortunados. En el segundo, Siniestro Total II: El Regreso, continúa la esencia punk, aunque aparecen más instrumentos aparte de los característicos en este estilo, y nos encontramos con teclados, secciones de viento, etcétera. En el tercero, Menos mal que nos queda Portugal, el punk evoluciona a un rock más clásico, aún manteniendo unas letras genuinamente punk, pero algo más simpáticas y menos grotescas. En el cuarto, Bailaré sobre tu tumba, continúa el rock clásico, pero las letras se vuelven a tornar algo más grotescas, aunque no tanto como al principio. En el quinto y el sexto, De hoy no pasa y Me gusta cómo andas' respectivamente, el rock se suaviza, dando paso al power-pop y manteniendo las letras características del punk, aunque de nuevo un tanto más simpáticas.
En el séptimo, En beneficio de todos, dan un paso atrás y vuelven al rock clásico, pero las letras evolucionan y se vuelven algo más complejas. En el octavo y el noveno, Made in Japan y Policlínico miserable respectivamente,  el rock se hace más duro, casi rozando el heavy metal en algunos casos, y las letras se tornan más oscuras y críticas, especialmente en el segundo. En el décimo, Sesión vermú, el rock se suaviza un tanto, aunque sigue siendo duro, y se añaden instrumentos como órgano y sección de vientos, mientras que las letras, aunque complejas todavía, vuelven a tratar sobre temas mundanos. En el undécimo, La historia del blues, dan un giro inesperado y su estilo se vuelve repentinamente blues, como su propio título indica. En el duodécimo, Popular, democrático y científico, vuelven al rock, en esta ocasión cercano al grunge, y las letras vuelven a tratar temas cotidianos.

## Miembros
- Formación original (1981)
  - Miguel Costas — voz
  - Alberto Torrado — guitarra eléctrica, bajo y coros
  - Julián Hernández — sintetizador
- Primera formación (1981-1983)
  - Germán Coppini — voz
  - Miguel Costas — guitarra eléctrica y coros
  - Alberto Torrado — bajo y coros
  - Julián Hernández — batería y coros
- Segunda formación (1983-1985)
  - Miguel Costas — guitarra eléctrica y voz
  - Alberto Torrado — bajo y coros
  - Julián Hernández — batería y coros
- Tercera formación (1985-1988)
  - Miguel Costas — guitarra eléctrica, voz y coros
  - Javier Soto — guitarra eléctrica, voz y coros
  - Alberto Torrado — bajo, voz y coros
  - Julián Hernández — batería, voz y coros
- Quinta formación (1988-1994)
  - Miguel Costas — guitarra eléctrica, voz y coros
  - Julián Hernández — guitarra eléctrica, voz y coros
  - Javier Soto — guitarra eléctrica y coros
  - Segundo Grandío — bajo y coros
  - Ángel González — batería
- Sexta formación (1994-1996)
  - Julián Hernández — guitarra eléctrica y voz
  - Javier Soto — guitarra eléctrica y coros
  - Segundo Grandío — bajo y coros
  - Ángel González — batería
- Séptima formación (1996-2001)
  - Julián Hernández — guitarra eléctrica y voz
  - Javier Soto — guitarra eléctrica y coros
  - Segundo Grandío — bajo y coros
  - Ángel González — batería
  - Jorge Beltrán — saxofón y coros
- Octava formación (2001-2018)
  - Julián Hernández — guitarra eléctrica y voz
  - Javier Soto — guitarra eléctrica y coros
  - Óscar Avendaño — bajo y coros
  - Ángel González — batería
  - Jorge Beltrán — saxofón y coros
- Novena formación (2018-presente)
  - Julián Hernández — guitarra eléctrica y voz
  - Javier Soto — guitarra eléctrica y coros
  - Óscar Avendaño — bajo y coros
  - Andrés Cunha — batería
  - Jorge Beltrán — saxofón y coros

## Discografía

### Álbumes de estudio
- ¿Cuándo se come aquí? (1982)
- Siniestro Total II: El Regreso (1983)
- Menos mal que nos queda Portugal (1984)
- Bailaré sobre tu tumba (1985)
- De hoy no pasa (1987)
- Me gusta cómo andas (1988)
- En beneficio de todos (1990)
- Made in Japan (1993)
- Policlínico miserable (1995)
- Sesión vermú (1997)
- La historia del blues (2000)
- Popular, democrático y científico (2005)
- Country & Western (2010)
- El mundo da vueltas (2016)
- Que no cunda el orden (2024)

### Álbumes en directo
- Ante todo mucha calma (1992)
- Cultura popular  (1997)
- Así empiezan las peleas (1997)
- Que parezca un accidente  (2008)
- La Noche de la Iguana  (2014)
- 40 años sin pisar la Audiencia Nacional (2023)

### EPs
- Ayudando a los enfermos (1982)
- Surfin' CCCP (con Os Resentidos) (1984)
- Hey, Hey, Resistire! (1985)
- De por sí + 3 Temas Inéditos (1998)
- Chusma E.P (1998)

### Singles
- No somos de Monforte (1983)
- Sexo chungo/Me pica un huevo (1983)
- Más vale ser punkie que maricon de playas (1984)
- Tipi dulce tipi (1984)
- Bailaré sobre tu tumba (1985)
- Te quiero (1985)
- Si yo canto (1985)
- Dios salve al Conselleiro (1986)
- ¿Qué tal homosexual? (1986)
- Al final (1986)
- Galicia gran carallo de sal (1986)
- De hoy no pasa (1987)
- Quiero bailar rock & roll (1987)
- Diga qué le debo (1987)
- Alégrame el día (1988)
- Hermano bebe (1988)
- Cuánta puta y yo qué viejo (1989)
- Camino de la Cama (1990)
- Siniestro Total (1990)
- Ay Dolores (1990)
- Devorao (1990)
- Bailaré sobre tú tumba/Assumpta (1992)
- ¿Quienes somos? ¿De dónde venimos? ¿A dónde vamos? (1992)
- Pueblos del mundo extiguios! (1992)
- El hombre medicina (1993)
- Yo dije Yeah! (1993)
- Cuenca Minera (1993)
- Y yo me callo (1995)
- Solo los estúpidos tienen la conciencia tranquila (1995)
- Respeten nuestro dolor (1995)
- A poco mas (de metro escaso) (1997)
- En Directo (1997)
- Cultura Popular (1997)
- Llueve (2000)
- Bajo Sus Propias Pistolas (2000)
- Quienes somos de donde venimos a donde vamos (2000)
- Todopoderoso (2013)
- Chico de ayer (2013)
- Paseando sobre el agua (2015)
- El mundo da vueltas (2016)

### Álbumes recopilatorios
- Gran D Sexitos (1986)
- Lo Mejor De Siniestro Total (1987)
- Héroes de los ochenta (1990)
- Siniestro Total (1990)
- Versiones Originales (1990)
- Trabajar para el enemigo (1992)
- Ojalá estuvieras aquí (1993)
- Gato por liebre (1997)
- Grandes Éxistos de Siniestro Total (2001)
- Lo Mejor De La Edad De Oro Del Pop Español (2001)
- ¿Quiénes somos? ¿De dónde venimos? ¿A dónde vamos? (2002)
- Fundamentales (2004)
- Caras B (2004)
- Cultura popular/La Historia del Blues (2002)

### Colaboraciones
- Surfin' CCCP (1984)
- Hey, Hey, Resistire! (1985)
- Unmatched/Spanish Zappa Tributes Vol.1 (1996)
- L'asturianu muévese (1997)
- Agradecidos...Rosendo (1997)
- Unmatched Phaze III/Spanish Zappa Tributes Vol.3 (1999)
- La edad de oro del pop español (2001)
- 20 y Serenos (2011)

## Canciones
Véase: Anexo:Canciones de Siniestro Total